# Hamady Ounaré
Hamady Ounaré, auch als Amady Ounaré bekannt, ist eine Stadt im Département Kanel der Region Matam, gelegen im Nordosten des Senegal.

## Geographische Lage
Hamady Ounaré liegt im Nordosten des Départements Kanel, siebeneinhalb Kilometer von der Grenze zu Mauretanien und vom Grenzfluss Senegal entfernt. Die Stadt grenzt an den linken westlichen Rand der Schwemmlandebene, die den Senegal-Strom begleitet und die von unwegsamen Feuchtgebieten und Wasserläufen durchzogen ist. Der längste Wasserlauf, der diese Ebene durchzieht, ist der Senegal-Seitenarm Dioulol, der streckenweise ein Netz unübersichtlicher Verzweigungen bildet und am Stadtrand von Hamady Ounaré vorbeiführt. 
Hamady Ounaré liegt 481 Kilometer östlich von Dakar, 42 Kilometer südöstlich der Regionalpräfektur Matam und 22 Kilometer südlich von Kanel.

## Geschichte
Das Dorf Hamady Ounaré war Teil der Communauté rurale (Landgemeinde) Sinthiou Bamambé und erlangte 2008 den Status einer Commune (Stadt). Damit verbunden war die Ausgliederung des Stadtgebietes aus dem Gebiet der Landgemeinde, deren Hauptort und Namensgeber fortan das Dorf Ndendory war.

## Bevölkerung
Nach den letzten Volkszählungen hat sich die Einwohnerzahl der Stadt wie folgt entwickelt:
| Jahr | Einwohner |
| ---- | --------- |
| 1988 | ...       |
| 2002 | 9.272     |
| 2013 | 10.175    |

## Verkehr
Die Nationalstraße N 2 verbindet Hamady Ounaré mit allen Städten der Flussregionen von Saint-Louis im Westen bis Kidira im Osten des Landes. Die nächstgelegenen Städte an der N2 sind Sinthiou Bamambé-Banadji (12 km) im Westen und Semmé (22 km) im Süden.
Über die N2 ist Hamady Ounaré mit dem 52 km entfernt gelegenen Flugplatz Matam und mit dem nationalen Luftverkehrsnetz verbunden.